# Диференціал (диференціальна геометрія)

Якщо відображення, φ, переводить кожну точку многовида M у многовид N, тоді диференціал φ переводить вектори дотичного простору у кожній точці в M у дотичний простір для відповідної точки в N.

Диференціа́л (від лат. differentia — різниця, відмінність) у математиці — лінійна частина приросту диференційовної функції або відображення.
Це поняття тісно пов'язане з поняттям похідної за напрямком.

## Необхідні знання
Для повного розуміння цієї статті від читача потрібні початкові уявлення про гладкі многовиди і їх дотичні простори.

## Позначення
Зазвичай диференціал {\displaystyle f} позначається {\displaystyle df}.
Деякі автори позначають {\displaystyle \operatorname {d} f} шрифтом прямого накреслення, бажаючи підкреслити, що диференціал є оператором.
Диференціал у точці {\displaystyle x} позначається {\displaystyle d_{x}f}, а інколи {\displaystyle df_{x}} або {\displaystyle df[x]}.
({\displaystyle d_{x}f} є лінійна функція на дотичному просторі у точці {\displaystyle x}.)
Якщо {\displaystyle v} є дотичним вектором у точці {\displaystyle x}, то значення диференціала на {\displaystyle v} зазвичай позначають {\displaystyle df(v)}, у цьому позначення {\displaystyle x} зайве, але позначення
{\displaystyle d_{x}f(v)}, {\displaystyle df_{x}(v)} і {\displaystyle df[x](v)} також правомірні.
Використовується так само позначення {\displaystyle f_{*}};
останнє зв'язане з тим, що диференціал {\displaystyle f\colon M\to N}
є єдиним підняттям {\displaystyle f} на кодотичні розшарування до многовидів {\displaystyle M} і {\displaystyle N}.

## Означення

### Для дійснозначних функцій
Нехай {\displaystyle M} — гладкий многовид і
{\displaystyle f\colon M\to \mathbb {R} }
гладка функція.
Диференціал {\displaystyle f} являє собою 1-форму на {\displaystyle M}, що зазвичай позначається {\displaystyle df} і визначається наступним співвідношенням
{\displaystyle df(X)=d_{p}f(X)=Xf,}
де {\displaystyle Xf} позначає похідну {\displaystyle f} за напрямком дотичного вектора {\displaystyle X} у точці {\displaystyle p\in M}.

### Для відображень гладких многовидів
Диференціал гладкого відображення із гладкого многовиду у многовид {\displaystyle F\colon M\to N} є відображенням між їх дотичними розшаруваннями, {\displaystyle dF\colon TM\to TN}, таким що для будь-якої гладкої функції {\displaystyle g\colon N\to \mathbb {R} } маємо
{\displaystyle [dF(X)]g=X(g\circ F),}
де {\displaystyle Xf} позначає похідну {\displaystyle f} за напрямком {\displaystyle X}. (У лівій частині рівності береться похідна у {\displaystyle N} функції {\displaystyle g} за {\displaystyle dF(X)}; у правій — в {\displaystyle M} функції {\displaystyle g\circ F} за {\displaystyle X}).
Це поняття природним чином узагальнює поняття диференціала функції.

## Пов'язані означення
- Точка {\displaystyle x} многовиду {\displaystyle M} називається критичною точкою відображення {\displaystyle f:M\to N}, якщо диференціал {\displaystyle d_{x}f:T_{x}M\to T_{f(x)}N} не є сюр'єктивним. (див. також теорема Сарда)
  - У цьому випадку {\displaystyle f(x)} називається критичним значенням {\displaystyle f}.
  - Точка {\displaystyle y\in N} називається регулярною, якщо вона не є критичною.
- Гладке відображення {\displaystyle F\colon M\to N} називається субмерсією, якщо для будь-якої точки {\displaystyle x\in M}, диференціал {\displaystyle d_{x}F\colon T_{x}M\to T_{F(x)}N} є сюр'єктивним.
- Гладке відображення {\displaystyle F\colon M\to N} називається гладким зануренням, якщо для будь-якої точки {\displaystyle x\in M}, диференціал {\displaystyle d_{x}F\colon T_{x}M\to T_{F(x)}N} є ін'єктивним.

## Властивості
- Диференціал композиції рівний композиції диференціалів:
{\displaystyle d(F\circ G)=dF\circ dG} или {\displaystyle d_{x}(F\circ G)=d_{G(x)}F\circ d_{x}G}

## Приклади
- Нехай у відкритій множині {\displaystyle \Omega \subset \mathbb {R} } задана гладка функція {\displaystyle f\colon \Omega \to \mathbb {R} }. Тоді {\displaystyle df=f'\,dx}, де {\displaystyle f'} позначає похідну {\displaystyle f}, а {\displaystyle dx} є сталою формою, що визначається {\displaystyle dx(V)=V}.
- Нехай у відкритій множині {\displaystyle \Omega \subset \mathbb {R} ^{n}} задана гладка функція {\displaystyle f\colon \Omega \to \mathbb {R} }. Тоді {\displaystyle df=\sum _{i=1}^{n}{\frac {\partial f}{\partial x_{i}}}\,dx_{i}}. Форма {\displaystyle dx_{i}} може бути визначена співвідношенням {\displaystyle dx_{i}(V)=v_{i}}, для вектора {\displaystyle V=(v_{1},\;v_{2},\;\ldots ,\;v_{n})}.
- Нехай у відкритій множині {\displaystyle \Omega \subset \mathbb {R} ^{n}} задано гладке відображення {\displaystyle F\colon \Omega \to \mathbb {R} ^{m}}. Тоді
{\displaystyle d_{x}F(v)=J(x)v,}

де {\displaystyle J(x)} є матрицею Якобі відображення {\displaystyle F} у точці {\displaystyle x}.